# Anna Vissi (álbum)
Anna Vissi es el cuarto álbum de estudio de la cantante greco-chipriota Anna Vissi. Es el primer álbum realizado con su colaborador y por entonces compañero sentimental Nikos Karvelas, quien figura en los créditos como "Nikos Leonardos". Este álbum fue lanzado en 1981 en Grecia y Chipre por el sello EMI Music, y alcanzó el disco de oro.

## Acerca del álbum
Este álbum fue relanzado en 1982, pata incluir el tema "Mono I Agapi" (Canción chipriota en Festival de la Canción de Eurovisión 1982, interpretada por Vissi).
El álbum apareció en CD por primera vez en 2006 con la edición remasterizada lanzada por EMI llamada 4, ya que era su cuarto álbum. El relanzamiento fue motivado, una vez más, por la participación de Vissi en Eurovisión, esta vez en el Festival de la Canción de Eurovisión 2006. Anteriormente los sencillos de éxito y otras pistas del álbum estaban disponibles en formato de CD sólo a través de varias compilaciones de EMI. La canción chipriota de Eurovisión 1982 "Mono I Agapi", también se puso a disposición en el CD single "Autostop / Mono I Agapi", lanzado en febrero de 2006.
Las canciones fueron compuestas por Nikos Leonardos (Nikos Karvelas), Anna Vissi y Afoi Tzavara. Las letras fueron escritas por Giannis Parios, Nikos Leonardos y Anna Vissi.

## Listado de temas

### Versión Original (1981)
1. "Ine Kati Stigmes"
2. "Poso Sagapo"
3. "Horis Esena Ego Den Kano"
4. "Thelo Mono Esena"
5. "Ksehase Me"
6. "Ma Itan Psemmata"
7. "Tha Mporousa"
8. "Ela Na Zisoume"
9. "Hanome"
10. "Ta Matia Ta Dika Mou"
11. "Se Lipame"
12. "Kalimera Kenourgia Agapi"

### Relanzamiento (1982)
1. "Mono I Agapi" (Canción chipriota en el Festival de la Canción de Eurovisión 1982)
2. "Ine Kati Stigmes"
3. "Poso Sagapo"
4. "Horis Esena Ego Den Kano"
5. "Thelo Mono Esena"
6. "Ma Itan Psemmata"
7. "Tha Mporousa"
8. "Ela Na Zisoume"
9. "Hanome"
10. "Ta Matia Ta Dika Mou"
11. "Se Lipame"
12. "Kalimera Kenourgia Agapi"

### Edición Remasterizada: "4" (2006)
1. "Ine Kati Stigmes"
2. "Poso Sagapo"
3. "Horis Esena Ego Den Kano"
4. "Thelo Mono Esena"
5. "Ksehase Me"
6. "Ma Itan Psemmata"
7. "Tha Mporousa"
8. "Ela Na Zisoume"
9. "Hanome"
10. "Ta Matia Ta Dika Mou"
11. "Se Lipame"
12. "Kalimera Kenourgia Agapi"
13. "Mono I Agapi" (Canción chipriota en el Festival de la Canción de Eurovisión 1982)

## Créditos
| - Charles Aznavour - música - Sergio Bardotti - música - Nikos Karvelas (alias: Nikos Leonardos) - música, letra - Yiannis Parios - letra - Jacques Plante - música - Norman David Shapiro - música - Giorgos Tzavaras - música - Nikos Tzavaras - música - Anna Vissi - voz, letra | Production - Kostas Fasolas - productor, ingeniero de grabación en Studio ERA - Kostas Klavas - arreglos, instrumentación, dirección orquestal Diseño - Alinda Mavrogenis - fotografía |

Créditos adaptados de las notas del álbum.

## Lanzamientos
| Región          | Año  | Sello              | Formato    | Versión              |
| --------------- | ---- | ------------------ | ---------- | -------------------- |
| Grecia y Chipre | 1981 | Minos EMI/Columbia | LP, Casete | Lanzamiento original |
| Grecia y Chipre | 1982 | Minos EMI/Columbia | LP, Casete | Relanzamiento        |
| Grecia y Chipre | 2006 | EMI Music Greece   | CD         | Remasterización      |